# Károly Németh
Károly Németh (ur. 14 grudnia 1922 w Páce, zm. 12 marca 2008 w Budapeszcie) – węgierski polityk, przewodniczący Rady Prezydialnej WRL.
Od 1945 był członkiem Komunistycznej Partii Węgier, a od 1957 Komitetu Centralnego Węgierskiej Socjalistycznej Partii Robotniczej. W latach 1962–1965, 1974–1985 był sekretarzem KC WSPR. W latach 1966–1970 był zastępcą członka Biura Politycznego KC WSPR, a następnie członkiem Biura Politycznego KC WSPR. Od 1985 do 1987 był zastępcą sekretarza generalnego KC WSPR.
Od 1967 był członkiem Rady Prezydialnej Węgierskiej Republiki Ludowej, a od 25 czerwca 1987 do 29 czerwca 1989 jej przewodniczącym.